# Route nationale 76 (Argentine)
Pour les articles homonymes, voir Route nationale 76.

Le trajet de RN 76 argentine

La Route nationale 76 est une route d'Argentine, qui se trouve à l'ouest de la province de La Rioja. Son parcours long de 385 kilomètres relie la route nationale 150 (à la frontière avec la province de San Juan, aux environs du parc provincial d'Ischigualasto) avec le col andin du Paso Pircas Negras, à 4 165 mètres d'altitude, à la frontière chilienne. 
En 2018, la section située à l'ouest de Villa San José de Vinchina est encore en construction, mais celle-ci est bloquée depuis l'année 2000. À partir de là, vers le sud, elle est asphaltée.
Au kilomètre 59 se trouve l'entrée du Parc national Talampaya. La route traverse aussi la 
réserve provinciale Laguna Brava peu avant la frontière chilienne.

## Localités traversées
Les villes et localités situées sur son parcours sont les suivantes : 
- Province de La Rioja

Longueur du parcours : 385 km (km 0 à 385).
- département d'Independencia : pas de localités.
- département de Coronel Felipe Varela : Pagancillo (km 86) et Villa Unión (km 116).
- département de General Lamadrid : Villa Castelli (km 154).
- département de Vinchina : Villa San José de Vinchina (km 185).
- département de General Lamadrid : Jagüé (km 219).
- département de Vinchina : Col frontalier Paso Pircas Negras